# 君と僕。
『君と僕。』（きみとぼく）は、堀田きいちによる日本の漫画作品。2003年に『月刊少年ガンガン』（スクウェア・エニックス）での掲載を開始、2004年から『ガンガンパワード』（同）で連載。2009年からは『月刊Gファンタジー』（同）に移籍して連載。休載後、2022年2月号より同年4月号まで連載された。同誌同年5月号より7月号まで、『君と僕。番外編』が連載された。2019年4月時点でコミックス累計発行部数は380万部を突破している。
開始当初は4コマ漫画やショートギャグ漫画で、主要登場人物も高校生の「あきら」と「こういち」であったが、連載開始後はあきらとこういちが職場体験に訪れた幼稚園の園児であった4人が高校生に成長した姿が主に描かれている。
2011年にはテレビアニメ第1期が放送され、翌2012年には第2期が放送された。

## あらすじ
小学校からの幼馴染コンビ・あきらと東晃一（こーちゃん）が穂稀高校の学生だったころ、職場体験（保父さん）として陽だまり幼稚園へ行く。その時に出会った4人組が双子の浅羽兄弟と塚原要・松岡春だった。この4人の園児たちが揃って穂稀高校に進学し、双子の弟が帰宅部のまま高校2年へ進級したのだった。高校生編では4人とその仲間の脱力した日々を描く。
初期作品は、あきらと晃一の高校生時代を描くあきらとこーちゃん編と、4人組の幼稚園児時代を描いた陽だまり幼稚園編として単行本に収録。

## 掲載誌の変遷
『月刊少年ガンガン』（スクウェア・エニックス）2003年2月号に4コマ漫画が掲載。ガンガンでは「あきらとこーちゃん」編と「陽だまり幼稚園」編が掲載され、2004年に『ガンガンパワード』に移籍。2008年『フレッシュガンガン』（Scene 19 のスピンオフ）と『ガンガンONLINE』 （Scene 27）に初登場した。その後、『パワード』が2009年4月号で休刊。同年4月に『ガンガンONLINE』に再登場した後、『月刊Gファンタジー』2009年6月号で連載を再開した。2015年11月号から長期休載していたが、2019年1月号より連載再開。2019年3月からの休載を経て、2022年2月号より同年4月号まで連載再開された。その後、同誌にて『君と僕。番外編』が同年5月号より7月号まで連載された。

## 登場人物
※声優はドラマCD版 / テレビアニメ版の順。特に記載の無い場合はテレビアニメ版とする。

### 穂稀高校の生徒
浅羽 悠太（あさば ゆうた）
声 - 甲斐田ゆき / 内山昂輝、森優子（幼少時）
2年5組 / 3年4組
双子の兄で穂稀高校の男子生徒。前髪がセンター分け。誕生日 6月20日、血液型 B型。身長174.8センチメートル（高校3年春の身体測定にて）。
双子だけあり弟の祐希とそっくりの整った顔をしていて、兄弟共に女子からモテる。小学校時は祐希よりモテていた様子。
祐希と同様常に無表情で表情を崩す事はあまりない。何事に対しても淡々とし、冷酷な冗談を言うが、祐希に比べればまともで､要にも認められている。
双子であるにも関わらず自分が兄であることを強く認識しており、祐希に対して自分を「お兄ちゃん」と言うことがある。
祐希の兄だけあって面倒見がよく、実は5人（悠太、祐希、要、春、千鶴）の中で一番精神的に大人だといえる。
祐希のように趣味といえるものは特になく、人にくっついている（面倒を見ている）だけの自分にややコンプレックスを抱いている様子がある。祐希の影響で絵が上手になっている。
中学時代から春と同じクラブに所属し、中学時は剣道部で高校は茶道部に所属。剣道の腕前はかなりのもの。
千鶴に「ゆうたん」と呼ばれている。高2で春と同じクラス、高3で要と同じクラス。
6人の中ではボケとツッコミの両方の担当をする。初期は祐希と共に冷酷な冗談を言うことが多かったが、最近では祐希と千鶴に対するまともなツッコミが増えている。
5人（悠太、祐希、要、春、千鶴）の中でただ1人、短期間だが彼女がいた。
浅羽 祐希（あさば ゆうき）
声 - 皆川純子 / 木村良平、上田茜（幼少時）
2年4組 / 3年3組
双子の弟で穂稀高校の男子生徒。前髪を下ろしている。誕生日 6月20日、血液型 B型。身長174.1センチメートル（高校3年春の身体測定にて）。
兄・悠太と同じテンションで感性も似ているが、オタク趣味だったり、人に面倒をかける辺りなど性格は異なる。いつも悠太の肩に頭を乗せて移動をしたり、自分から負ぶわれたりと全面的に兄悠太に面倒を見てもらっているところがあり、悠太に彼女ができた際に何度も「認めない」と発言している他、その言動からブラコンぶりがうかがえる。
勉強も運動も「めんどくさい」と言って自分からは行動しない。勉強はいつも試験当日の朝に悠太のノートを見せてもらっているだけで赤点をギリギリ免れている。運動に関しては、本気を出すと周りを驚かす驚異的な身体能力を持っている。
漫画とアニメが好き。愛読書は「アニメージャ」。ゲームセンターで数々の「任務」をこなしたため、ゲームが得意。
兄と同じく女子に人気がある。が、女性特有の化粧や香水の匂いに酔ってしまう。
半帰宅部状態の漫画研究部に所属。
千鶴から「ゆっきー」と呼ばれている。高2で要、千鶴と同じクラス、高3で春、千鶴と同じクラス。
幼い頃、一人で遊んでいる所を千鶴と出会う（当時、千鶴は日本語が喋れなかった）。
塚原 要（つかはら かなめ）
声 - 鈴村健一、朴璐美（園児） / 小野友樹、内山夕実（幼少時）
2年4組 / 3年4組
穂稀高校の男子生徒で、ツッコミ担当。誕生日 9月16日、血液型 A型。身長172.0センチメートル（高校3年春の身体測定にて）。
家は金持ちで学年トップの秀才、かつクラスの委員長や生徒会役員もこなす。作中で英会話をしたこともある。何でも自分でやろうとして抱え込む節が見られる。本当は不器用だがまわりに頼られればいつも自分の力以上のことをしようとする。黒髪で、中1からの眼鏡っ子。
悠太と祐希によくいじられているが、悠太のことは自分と対等かそれ以上の人間として認めている様子。意地っ張りで頑ななところがあるが、時折それを春に救われている。
制服のネクタイを緩めているのはこういちの大人の余裕にあこがれて。
祐希と悠太が喧嘩した時に祐希が家に押しかけてきても怒りながらも仲直りするようにうながしたり、職場体験で幼稚園に行った時も兄のように幼稚園児の恋の後押しをしてあげたりと、優しい面がある。
幼稚園児の時は保母のかおり先生が好きで、現在は幼馴染である静奈を想っていた。
千鶴に「要っち」と呼ばれるが、千鶴の事を「子ザル」呼ばわりする。高2で祐希、千鶴とは同じクラスで、いつも手を焼いていた。よく千鶴をはたく（ツッコミとして）。高3では悠太と同じクラスになる。
どこかの社長の一人息子であり、父親の姿は10巻で確認されている。また、要を溺愛する母親は登場している（後述）。
松岡 春（まつおか しゅん）
声 - 高山みなみ、釘宮理恵（園児）/ 豊永利行、日野まり（幼少時）
2年5組 / 3年3組
穂稀高校の男子生徒。誕生日 5月3日、血液型 A型。身長168.6センチメートル（高校3年春の身体測定にて）。
女性の登場人物が少ない中での「女子キャラ」要員。理由は外見や趣味が女の子らしいため。
幼稚園児や食堂のおばさんなど、さまざまな人に一見して女だと勘違いされ、その都度「男なんだけど…」と困惑するが、初詣では自ら女物の着物を着ていた。要や浅羽兄弟らも春の女装コスチュームを想像し、それがひどく似合っていて納得している。本人はお菓子作りやかわいいものが好きで、運動と英語が苦手。特に持久力はゼロ。
中学から悠太と同じ部活で、中学は剣道部、高校で茶道部。誰にでも丁寧語を使う。天然パーマが露骨に出るのが嫌なため長髪でいたが、他の同級4人によって無理やり髪を切られる。同級生5人の中では比較的悠太を頼っている。茉咲の思いに気づかず呆れられるほど鈍感。
千鶴には「春ちゃん」と呼ばれる。
会話の中でボケ・ツッコミに属することは比較的少なく、外で成り行きを見守ることが多い。
高2で悠太と同じクラス、高3で祐希、千鶴と同じクラス。
上に2人の姉、下に中学2年の冬樹という弟がおり（後述）、冬樹にだけは友達口調。
何かとうぶである。
橘 千鶴（たちばな ちづる）
声 - 竹内順子 / 入野自由、平田真菜（幼少時）
2年4組 / 3年3組
2年の春に穂稀高校に転校してきた男子生徒。誕生日 8月11日、血液型 O型。身長162.4センチメートル（高校3年春の身体測定にて）。祐希と同じクラスになる。ドイツ人と日本人のハーフで、麦わら帽子の様な金色の髪。
背が小さいのがコンプレックスで、文化祭時にあきらにバカにされ激怒する。常にパーカー着用。左耳にイヤーカフ、右の頬に泣きボクロがある。触覚呼ばわりの髪型がトレードマークで、作者曰く「水がしたたればいい男」。現在はおばあちゃんと暮らす。
幼いころ祐希と数日遊んだことがあったことから、祐希たちに何かと関わるようになった。
日本行事や伝統について中途半端に知っており、積極的に参加したがる。可愛い女性や女子には目がない。何かとニックネームをつけている。
茉咲のことが好きだと自覚したが、心の奥では春にはかなわないと思っている。バレンタイン翌日、茉咲に告白した。
要に「子ザル」と呼ばれている。テストは赤点ばかり。
佐藤 茉咲（さとう まさき）
声 - 斎藤千和 / 佐藤美由希
穂稀高校の女子生徒。要たちの一つ後輩。誕生日 3月6日、血液型 B型。身長146センチメートル。身長が低く、そのためか人から親切にされることを嫌う。数学が苦手。兄（ちぃにぃちゃん）がいる
転倒して出来た傷を痛がっている所を春に見られて絆創膏を渡されそうになり、春に抵抗しながらも興味を抱く。後に恋心へ変化することになるが、本人にだけ気付かれない。千鶴を敵視している節があるが、割と仲良くしている。春を「春ちゃん」、要を「要」と呼んでいるが、悠太、祐希、千鶴を名前で呼んだことはまだない（千鶴のことは「アンタ」と呼ぶ）。千鶴に「羊っぽい」を理由に「メリー」と呼ばれる。
バレンタインに春にチョコレートを渡そうとしたが、他校の女生徒が先に春にチョコレートを渡す現場を目撃してしまった。そのため、渡すことができなかった。
バレンタインデー翌日、千鶴から告白される。しばらく告白された事で千鶴とぎくしゃくしていたが、「今まで通りにして」と本人から告げられる。
今までクラスに親しい友人もいなかったが、球技大会の時の出来事から、クラスの女子に声をかけられるようになった。

### あきらとこーちゃん
東 晃一（あずま こういち）
声 - 森久保祥太郎 / 鳥海浩輔
「あきらとこーちゃん」編から登場。誕生日 9月30日、血液型 A型。身長180.2センチメートル。あきらと幼馴染で高校でも同じ学校に通う男子生徒。長身の好青年で、小学校の時からモテる。3つ下に弟・太一がいる。
小学4年生のとき母親と死別し、父の会社の近くに引っ越すことになり転校。その転校先であきらと出会い、あきらからは「こーちゃん」と呼ばれる。あきらと高校の体験学習で陽だまり幼稚園に行き、幼少の要たちと出会う。
母校の穂稀高校の教師となり、要たちの先生となる。高校生編では29歳・独身で率ない一人暮らし。面倒見がよく大人な意見を言うため生徒にも人気が高い。
あきら
声 - 小林由美子 / 梶裕貴
「あきらとこーちゃん」編から登場。誕生日 1月29日、血液型 AB型。身長169.8センチメートル（29歳時）。体躯の小さな男子生徒。天然ボケだが、無邪気とみせかけた邪気の塊で、人の心に鋭く突き刺さるような言動を日常的にする（主に東晃一に向けて）。
晃一とは小学4年から高校まで同じ学校で穂稀高校出身。転校してきたばかりの晃一を地球侵略者と勘違いし、敵意を持っていたが、段々親しくなった。高校生になっても身長も性格も変化がなく、困らせるのは晃一ばかりではない。
29歳になり、高校生編で文化祭で再登場した際には身長が伸びており、千鶴の身長をバカにする。そのところが大人になっても内面の成長がないようで、いまだに晃一が世話を焼く。クリスマスの時期にサンタクロース姿で登場、サンタを自称、子供達には「せんせー」と呼ばれていた。だが本当の職業は未だ不明。昼間に穂稀高校の職員室に侵入し、職員とは顔なじみ。
文化祭の時チョコバナナを出店していたクラスに並んだらあきらに横入りされた恨みから、千鶴からは「チョコバナナ」と呼ばれる。
タイプは「こーちゃんのような人」らしい。

### その他の登場人物
塚原 容子（つかはら ようこ）
声 - 雨蘭咲木子
要の母。一人息子を溺愛する、若く見目麗しい母親。周りに流されやすく、感情の起伏も激しい。息子である要をくん付けで呼び、「お母さんと勉強どっちが大切なの!?」などべたべたしたい気持ちを前面に出して鬱陶しがられるが、要がマザコンと呼ばれる程度には優しくされている。
松岡 冬樹（まつおか ふゆき）
声 - 岡本信彦
春の弟、中学3年生。誕生日12月30日。性格は乱暴で口が悪いが、たまに優しい一面も見せる。彼女がおり、マセた質問をして要達を困らせる。超健全な中学生男子。校則を守っていないようで、学校に携帯電話を持っていって没収される描写もある。
松岡 夏菜 （まつおか かな）
春の姉。23歳。少しガサツで短気なとこがある。
秋代 （あきよ）
春の一番上の姉。
舞音（まいね）
春の姪っ子。秋代の娘。考え方が春と同じくロマンチスト。
相田 日紗子（あいだ ひさこ）
声 - 矢作紗友里
要達と幼なじみの女子。要達とは別の学校の生徒らしく、初登場時はセーラー服を着ていた。25歳の姉がいる。長い髪で、前髪だけパッツン。伸ばそうとしているが、いつも途中で邪魔になり切ってしまう。要の事が好き。
相田 静奈（あいだ しずな）
声 - 能登麻美子
日紗子の姉。25歳。要からは「しずねえ」と呼ばれる。同じ職場の先輩と結婚することが決まっており、そのせいで料理のレパートリーが増えた。要を理解している一人でもあり、要の憧れの人でもある。
松下 隆之介（まつした りゅうのすけ）
声 - 蒼井翔太
祐希の後輩で漫研部員。高校2年に進学した時、茉咲と同じクラス、同じ体育委員になる。性格は気が弱く、運動が苦手。卓球でも、ピンポン玉をおでこにぶつける。
憧れの祐希をモデルに漫画を描いたが、祐希の脱力キャラで話がまとまらず苦悩する。雑誌のキャラ紹介でそれが「女子すぎる」と言われてしまった。妄想癖があるらしい
佐倉 花代（さくら かよ）
声 - 遠藤綾
穂稀高校の食堂・購買で働く、千鶴曰く食堂のシンデレラ。強気で勝ち気な性格であるが、同じ職場で働いている母親想いな一面も。コンビニのパンに付いているポイントシールがきっかけで祐希と交流を持つ。お互いに何かと気になる存在だったようで、美容師として復職するため、穂稀高校を退職する際に祐希はポイントを貯めて貰える皿をプレゼントした。
高橋 里奈（たかはし りな）
声 - 茅野愛衣
悠太、春と同じクラスの女子で、悠太と短期間だけ交際していた。友達に嫌われたくないという自分の気持ちを見抜いていた悠太に感謝している。
委員長
声 - 平川大輔（ドラマCD）
あきらとこーちゃん編にのみ登場する。眼鏡に敬語で、あきらと晃一とはそれなりに仲が良い。
かおり先生
声 - 松来未祐 / 中島沙樹
悠太、祐希、春、要たち出身の陽だまり幼稚園の先生。今も昔も変わらず若々しく美人。要の初恋の人でもある。物腰柔らかく、穏やかな性格。少々天然も入っており、幼稚園なれど男子トイレに堂々と入ってきた（その際、実習に来ていた要達が入っていた）。
けんちゃん
声 - 平田真菜
要曰く悪ガキ。そのちゃんに好意を抱いているが素直に伝えられずに日々ちょっかいを出すに留まっている。要を嫌っていたが、そのちゃんから誤解を受けていた時に助けられた。
そのちゃん
声 - 宮永麻衣 / 高田千裕
けんちゃんの想い人。
店長
声 - 三木眞一郎
祐希がバイトしていたファミレスの店長。煙草を吸っていて、黒髪の天然パーマ。オーラが怖く、祐希からは「番長」と呼ばれる。当初のモデルは水嶋ヒロ。悠太曰く、祐希を躾けられる唯一の大人。
鈴雛（すずひな）
京都の修学旅行で春たちが出会った舞妓。本名は「坪倉 雛子（つぼくら ひなこ）」という。
間宮 杏子（まみや きょうこ）
声 - 原紗友里
剣道部所属の冬樹の彼女。
浅羽父・母
声 - 遊佐浩二（父）、内山夕実（母）
悠太と祐希の両親。アニメ版では第2期の第4話で初登場した。
岡本 昭博（おかもと あきひろ）
声 - 杉山紀彰
大学受験を控える高校3年生。千鶴に自転車の鍵を奉納され知り合い、千鶴たちに振り回される。彼女と一緒の大学へ行くため、受験勉強中。アニメ版では第2期の第5話に登場した。
内田 百合（うちだ ゆり）
声 - 佐々木智代
岡本が好意を寄せている高校3年生。
女子高生
声 - 内田真礼
他校の女子生徒。バレンタイン当日に春に手作りチョコタルトを渡して告白した。翌日、春に断られるが同時に嬉しいという気持ちを伝えられ、気持ちはすっきりしたようである。

## 作風
「同じ高校に通う男子高校生5人の日常」をコメディタッチで描いている。コミックナタリー記者の大湊京香によると、高校生ならではの空気感、恋愛、教師との会話が感情とともに繊細に描かれ、「青春とはこれ」と感じさせられる作品である。

## 制作背景

### 連載まで
『月刊少年ガンガン』2003年2月号の読者参加型マンガ賞「2Pギャグ頂上決戦GGグランプリ」にて、読者からの支持を得て、本作が優勝を果たす（コミックス未収録）。それがきっかけとなり同誌で読み切りを掲載し、『ガンガンパワード』での連載が決定となる。連載化に当たり、話の広げやすさやどういう話を描きたいかなどを、作者の堀田と担当編集者の間で話し合われている。タイトルの「。」は、モーニング娘。が流行していたことからつけられている。

### 取材について
本作の執筆に当たり、学校へ取材が行われている。プライバシー保護の観点から取材拒否されることもあるといい、その点で担当編集者は苦労しているという。修学旅行編の制作にも、実際に1泊2日の取材旅行を行い、執筆されている。

## 書誌情報

### 単行本
- 堀田きいち 『君と僕。』 スクウェア・エニックス〈ガンガンコミックス〉、全18巻
  1. 2005年4月22日初版発行（2005年3月22日発売[19][20]）、ISBN 4-7575-1390-9
  2. 2006年1月22日初版発行（2005年12月22日発売[19][21]）、ISBN 4-7575-1589-8
  3. 2006年11月22日初版発行（2006年10月21日発売[19][22]）、ISBN 4-7575-1799-8
  4. 2007年9月22日初版発行（2007年8月22日発売[19][23]）、ISBN 978-4-7575-2081-3
  5. 2008年5月22日初版発行（2008年4月22日発売[19][24]）、ISBN 978-4-7575-2260-2
  6. 2008年11月22日初版発行（2008年10月22日発売[25]）、ISBN 978-4-7575-2402-6
  7. 2009年6月27日初版発行（2009年5月27日発売[26]）、ISBN 978-4-7575-2573-3
  8. 2010年3月27日初版発行（同日発売[27]）、ISBN 978-4-7575-2834-5
  9. 2010年11月27日初版発行（同日発売[28]）、ISBN 978-4-7575-3078-2
  10. 2011年9月17日初版発行（同日発売[29]）、ISBN 978-4-7575-3363-9
  11. 2012年3月27日初版発行（同日発売[30][31]）、ISBN 978-4-7575-3428-5 / 初回限定特装版 ISBN 978-4-7575-3406-3
  12. 2012年11月27日初版（同日発売[32]）、ISBN 978-4-7575-3804-7
  13. 2013年7月27日初版発行（同日発売[33]）、ISBN 978-4-7575-4018-7
  14. 2014年5月27日初版発行（同日発売[34]）、ISBN 978-4-7575-4303-4
  15. 2015年6月27日初版発行（同日発売[35]）、ISBN 978-4-7575-4459-8
  16. 2022年7月27日初版発行（同日発売[36][37]）、ISBN 978-4-7575-7990-3
  17. 2022年7月27日初版発行（同日発売[36][38]）、ISBN 978-4-7575-7991-0
  18. 「コンプリートイラスト集」 2022年7月27日初版発行（同日発売[36][39]）、ISBN 978-4-7575-7997-2

### 関連書籍
- 『堀田きいち OFFICIAL FANBOOK 君と僕。 -AFTER SCHOOL-』 スクウェア・エニックス、2011年9月17日初版発行（同日発売[19][40]）、ISBN 978-4-7575-3383-7
- 『アニメ「君と僕。」公式ファンブック』 主婦と生活社〈生活シリーズ〉、2012年10月20日1刷発行（2012年10月5日発売[41][42]）、ISBN 978-4-391-63375-7

### ドラマCD
- あきらとこーちゃん&幼稚園編（2005年12月22日発売[1]）
- 高校生編1（2006年3月24日発売[1]）
- 高校生編2（2006年10月25日発売[1]）

## テレビアニメ
2011年10月から12月まで、テレビ東京ほかにて第1期が放送、2012年4月から6月まで第2期『君と僕。2』（きみとぼく に）が放送された。

### スタッフ
- 原作・第1期EDイラスト - 堀田きいち（掲載 月刊「Gファンタジー」スクウェア・エニックス刊）
- 監督 - 神戸守[1]
- シリーズ構成 - 吉田玲子
- キャラクターデザイン - 音地正行[1]
- プロップデザイン - 島村秀一
- 美術監督 - 甲斐政俊
- 美術設定 - 青木智由紀、イノセユキエ
- 色彩設計 - 木村美保
- 撮影監督 - 高橋宏司（第1期）、沖田純美（第2期）
- 編集 - 瀬山武司
- 音楽 - 中山真斗[1]
- 音響監督 - 清水勝則
- プロデューサー - 横山朱子、和田慎之介、松倉友二
- アニメーション制作 - J.C.STAFF
- 製作 - 「君と僕。」製作委員会（アニプレックス、テレビ東京、スクウェア・エニックス、NAS、ムービック）

### 主題歌
第1期
オープニングテーマ「バイバイ」
作詞・作曲 - MICHIRU / 編曲 - 7!!、HIRONOBU HIRATA&SHUNSUKE SUZUKI / 歌 - 7!!
エンディングテーマ「なきむし。」
作詞・作曲・歌 - 沢井美空 / 編曲 - Shingo.S
劇中歌
「SORA」（第1話、第3話、第5話、第13話）
「Candy」（第2話、第11話）
「Tomorrow」（第2話、第7話、第12話）
「Graffiti」（第5話）
「Over」（第10話）
作詞 - RUCCA / 作曲・編曲 - 中山真斗 / 歌 - 蒼井翔太
「高校戦隊ホマレンジャー」（第8話）
作詞・作曲 - 中山真斗 / 編曲 - 菊田大介 / 歌 - ホマレッド（木村良平）、ホマブラック（小野友樹）、ホマブルー（内山昂輝）、ホマイエロー（入野自由）、ホマピンク（豊永利行）

第2期
オープニングテーマ「ずっと」
作詞 - 佐香智久、小川智之 / 作曲 - 永谷たかお / 編曲 - 森空青 / 歌 - 佐香智久
エンディングテーマ「君と僕の挽歌」
作詞・作曲・編曲・歌 - さかいゆう
劇中歌
「SORA」（第1話、第4話、第8話、第11話、第13話）
「Tomorrow」（第2話）
「March」（第3話）
「Candy」（第6話）
「Aqua」（第7話、第10話）
「Over」（第12話）
作詞 - RUCCA / 作曲・編曲 - 中山真斗 / 歌 - 蒼井翔太
「高校戦隊ホマレンジャー」（第4話、第8話）
作詞・作曲 - 中山真斗 / 編曲 - 菊田大介 / 歌 - ホマレッド（木村良平）、ホマブラック（小野友樹）、ホマブルー（内山昂輝）、ホマイエロー（入野自由）、ホマピンク（豊永利行）
第8話では劇中曲として表記された。

劇中曲
「マシュマロ・デイズ」（第8話）
作詞・作曲・編曲 - 中山真斗
「たそがれ真面眼鏡」（第8話）
作詞 - 中山真斗 / 作曲・編曲 - 藤田淳平

### 各話リスト
| 話数   | サブタイトル           | 脚本       | 絵コンテ            | 演出       | 作画監督                                           | 総作画監督          |
| 第1期  | 第1期                  | 第1期      | 第1期               | 第1期      | 第1期                                              | 第1期               |
| ------ | ---------------------- | ---------- | ------------------- | ---------- | -------------------------------------------------- | ------------------- |
| 第1話  | ボクらの17回目の春に   | 吉田玲子   | 神戸守              | 神戸守     | 松下郁子                                           | 音地正行            |
| 第2話  | チューリップの咲いた日 | 吉田玲子   | 島崎奈々子          | 島崎奈々子 | 梶谷光春、加藤万由子                               | 音地正行            |
| 第3話  | 麦藁色をかぶった少年   | 國澤真理子 | 福島利規            | 福島利規   | 都築裕佳子、野村芙紗子                             | 音地正行            |
| 第4話  | Noisy Medicine         | 平林佐和子 | 細川ヒデキ          | 小林浩輔   | 高乗陽子                                           | 梶谷光春 都築裕佳子 |
| 第5話  | いつかの夏             | 花田十輝   | 佐藤雅子            | 太田知章   | 松下郁子、山下英美 加藤万由子、許宰銑              | 音地正行            |
| 第6話  | 眼鏡とエトセトラ       | 國澤真理子 | 山崎たかし          | 福多潤     | 高橋賢、飯飼一幸 瀧原美樹、つなきあき 出野喜則     | 音地正行            |
| 第7話  | りんごのとなり         | 花田十輝   | 鎌倉由実            | 橋本敏一   | 梶谷光春、野村芙沙子 赤尾良太郎                    | 音地正行            |
| 第8話  | 日給ヒーロー           | 吉田玲子   | 佐藤雅子            | 越田知明   | 小川浩司、谷口繁則 小松香苗、松下郁子              | 音地正行 梶谷光春   |
| 第8話  | 先輩と僕。             | 吉田玲子   | 佐藤雅子            | 越田知明   | 小川浩司、谷口繁則 小松香苗、松下郁子              | 音地正行 梶谷光春   |
| 第9話  | naked king             | 平林佐和子 | 細川ヒデキ          | 小林浩輔   | 日高真由美、宮川友夏里                             | 都築裕佳子          |
| 第10話 | on your mark           | 花田十輝   | 島崎奈々子 越田知明 | 島崎奈々子 | 山崎正和、佐々木睦美 山下英美                      | 音地正行            |
| 第11話 | 三日月シルエット       | 國澤真理子 | 岩永彰              | 岩永彰     | 加藤万由子、松下郁子                               | 音地正行            |
| 第12話 | 中学生日記             | 吉田玲子   | 山崎たかし          | 福多潤     | 瀧原美樹、高橋賢 飯飼一幸、つなきあき              | 都築裕佳子          |
| 第13話 | 陽だまりの詩（うた）   | 吉田玲子   | 福島利規            | 福島利規   | 梶谷光春、佐々木睦美 小松香苗、野村芙沙子 松下郁子 | 音地正行            |
| 第2期  |                        |            |                     |            |                                                    |                     |
| 第1話  | 月のうさぎは夜を跳ねる | 吉田玲子   | 島崎奈々子 越田知明 | 島崎奈々子 | 梶谷光春                                           | -                   |
| 第2話  | mary's christmas       | 平林佐和子 | 太田知章            | 太田知章   | 山崎正和、松下郁子 加藤万由子                      | 音地正行            |
| 第3話  | VERY CHRISTMAS         | 花田十輝   | 井出安軌            | 徳本善信   | 田中紀衣                                           | 都築裕佳子          |
| 第4話  | ゆげのなかに           | 吉田玲子   | 福島利規            | 福島利規   | 梶谷光春、本城恵一朗                               | 音地正行            |
| 第5話  | あの空の裾             | 花田十輝   | 山崎たかし          | 福多潤     | 瀧原美樹、高橋賢 森出剛、出野喜則 つなきあき       | 都築裕佳子          |
| 第6話  | Colorless blue         | 國澤真理子 | 則座誠              | 則座誠     | 加藤万由子、山下英美 松岡謙治、中島美子            | 音地正行            |
| 第7話  | Sweet sweet,bitter     | 平林佐和子 | 青井小夜            | 青井小夜   | 都築裕佳子、林央剛 青野厚司                        | 都築裕佳子          |
| 第8話  | ぼくたち男の子         | 吉田玲子   | 鎌倉由実            | 佐藤清光   | 空流辺広子                                         | 音地正行            |
| 第9話  | mix juice              | 國澤真理子 | 福島利規            | 福島利規   | 梶谷光春、松下郁子 山下英美                        | 都築裕佳子          |
| 第10話 | cherry                 | 花田十輝   | 太田知章            | 太田知章   | 山崎正和、本城恵一朗 小川浩司                      | 音地正行            |
| 第11話 | sugar baby,fly baby    | 吉田玲子   | 篁蒼氓              | 橋本敏一   | 加藤万由子、松岡謙治 中島美子                      | 都築裕佳子          |
| 第12話 | 赤裸々                 | 國澤真理子 | 鈴木洋平            | 鈴木洋平   | 林央剛、松下郁子 山下英美、青野厚司                | 音地正行            |
| 第13話 | へそと凛               | 吉田玲子   | 福島利規 神戸守     | 神戸守     | 都築裕佳子、梶谷光春                               | 音地正行            |

### 放送局
| 放送地域       | 放送局         | 放送期間                      | 放送日時           | 放送系列           | 備考             |
| 第1期          | 第1期          | 第1期                         | 第1期              | 第1期              | 第1期            |
| -------------- | -------------- | ----------------------------- | ------------------ | ------------------ | ---------------- |
| 関東広域圏     | テレビ東京     | 2011年10月3日 - 12月26日      | 月曜 25:30 - 26:00 | テレビ東京系列     | 製作委員会参加   |
| 大阪府         | テレビ大阪     | 2011年10月4日 - 12月27日      | 火曜 26:05 - 26:35 | テレビ東京系列     |                  |
| 福岡県         | TVQ九州放送    | 2011年10月4日 - 12月27日      | 火曜 26:28 - 26:58 | テレビ東京系列     |                  |
| 岡山県・香川県 | テレビせとうち | 2011年10月5日 - 12月28日      | 水曜 25:50 - 26:20 | テレビ東京系列     |                  |
| 北海道         | テレビ北海道   | 2011年10月5日 - 12月28日      | 水曜 26:20 - 26:50 | テレビ東京系列     |                  |
| 愛知県         | テレビ愛知     | 2011年10月6日 - 12月29日      | 木曜 26:30 - 27:00 | テレビ東京系列     |                  |
| 日本全域       | ニコニコ生放送 | 2011年10月6日 - 12月29日      | 木曜 27:00 - 27:30 | インターネット配信 |                  |
| 日本全域       | ニコニコ動画   | 2011年10月6日 - 12月29日      | 木曜 27:30 配信    | インターネット配信 |                  |
| 日本全域       | テレビドガッチ | 2011年10月7日 - 12月30日      | 金曜 12:00 配信    | インターネット配信 |                  |
| 日本全域       | AT-X           | 2011年10月11日 - 2012年1月3日 | 火曜 11:30 - 12:00 | CS放送             | リピート放送あり |
| 第2期          |                |                               |                    |                    |                  |
| 関東広域圏     | テレビ東京     | 2012年4月2日 - 6月25日        | 月曜 25:30 - 26:00 | テレビ東京系列     | 製作委員会参加   |
| 大阪府         | テレビ大阪     | 2012年4月3日 - 6月26日        | 火曜 26:05 - 26:35 | テレビ東京系列     |                  |
| 福岡県         | TVQ九州放送    | 2012年4月3日 - 6月26日        | 火曜 26:28 - 26:58 | テレビ東京系列     |                  |
| 岡山県・香川県 | テレビせとうち | 2012年4月4日 - 6月27日        | 水曜 25:50 - 26:20 | テレビ東京系列     |                  |
| 北海道         | テレビ北海道   | 2012年4月4日 - 6月27日        | 水曜 26:20 - 26:50 | テレビ東京系列     |                  |
| 愛知県         | テレビ愛知     | 2012年4月5日 - 6月28日        | 木曜 26:30 - 27:00 | テレビ東京系列     |                  |
| 日本全域       | ニコニコ生放送 | 2012年4月6日 - 6月29日        | 金曜 23:00 - 23:30 | ネット配信         |                  |
| 日本全域       | ニコニコ動画   | 2012年4月6日 - 6月29日        | 金曜 23:30 配信    | ネット配信         |                  |
| 日本全域       | AT-X           | 2012年4月10日 - 7月3日        | 火曜 11:30 - 12:00 | CS放送             | リピート放送あり |

## Webラジオ
- タイトル - 君僕ラジオ。 放課後ラプソディ
- 配信サイト - アニメイトTV[1]
- パーソナリティ - 内山昂輝（浅羽悠太 役）、木村良平（浅羽祐希 役）[1]
- 配信期間 - 2011年8月12日 - 2012年7月2日[1]

## イベント
2011年、テレビアニメの放送を記念して、東京都池袋の男装カフェ「80＋1」にてコラボカフェを開催。
同年10月1日から本作のテレビアニメ化を記念したイベント「『君と僕。』アニメ化記念ミュージアム」をアニメイト池袋本店にて開催。原画やアニメ設定資料の展示などが行われた。